# Saint-Jean-Bonnefonds
Pour les articles homonymes, voir Saint-Jean.
Saint-Jean-Bonnefonds est une commune française située dans le département de la Loire, en région Auvergne-Rhône-Alpes.
Ses habitants se nomment les Saint-Jeandaires.

## Géographie
La commune, desservie à l'ouest par l'A72 (sortie 16) et au sud par la N88 (sortie 18), est située à 5 km de Saint-Étienne et 58 km de Lyon. Le territoire communal se trouve au-dessus du bassin houiller de la Loire.
La superficie de Saint-Jean-Bonnefonds est de 11,59 km2 ; son altitude varie de 418  à   663 mètres.
| La Talaudière | Sorbiers              |               |
| Saint-Étienne | Saint-Jean-Bonnefonds | Saint-Chamond |
| Saint-Étienne | Saint-Étienne         |               |

### Voies de communications et de transports

#### Transports en commun
La commune est desservie par huit lignes du réseau STAS :
- La ligne 10 qui relie la Place Jean Jaurès (Saint-Étienne) à Sorbiers et qui dessert les quartiers de Reveux, Bas-Chaney et la zone industrielle de Molina-la-Chazotte;
- La ligne 15 qui relie la commune à Saint-Étienne (Square Violette) et qui dessert le centre commercial Steel, le centre de la commune ainsi que le parc tertiaire Metrotech et le lieu-dit du Colombier;
- La ligne 28 qui assure une desserte interne à la commune en partant du lieu-dit du Colombier et en desservant les lieux-dits de Nantas, du Crêt Beauplomb et en faisant un terminus au Fay. A certaines heures, il dessert aussi les quartiers de Chaney et Bas-Chaney (autrefois assuré par l'ancienne ligne 74 qui a fusionné avec la ligne 28). Aux heures de sorties scolaires, la ligne est prolongée jusqu'au collège Pierre et Marie Curie de La Talaudière.
- La ligne 42 qui relie le centre-ville de Saint-Chamond à l'Ollagnière (Saint-Chamond) et qui en heures de pointes est prolongée jusqu'au lieu-dit du Poyet;
- La ligne 71 qui relie en heures de pointe le quartier du Portail Rouge à Saint-Chamond en passant par les lieux-dits Maison Rouge et Le Poyet.
- La ligne 72 qui aux heures scolaires relie le lieu-dit du Colombier, le centre de la commune et le Crêt du Fond Perdu au collège Aristide Briand dans le quartier stéphanois de Terrenoire;
- La ligne 84 qui traverse la commune via l'itinéraire de la ligne 10 (quartiers de Reveux, Bas-Chaney et Z.I. de Molina-La Chazotte) une fois par jour et par sens lors de liaisons entre Saint-Étienne et Valfleury. En dehors de ces passages, la ligne est limitée à l'itinéraire La Talaudière <> Valfleury;
- La ligne 101 (ex-ligne MA) est une ligne de transport à la demande reliant l'arrêt René Cassin sur le territoire communal (correspondance avec la ligne 10) au centre pénitentiaire de La Talaudière.

### Climat
Pour des articles plus généraux, voir Climat d'Auvergne-Rhône-Alpes et Climat de la Loire.
En 2010, le climat de la commune est de type climat des marges montargnardes, selon une étude du Centre national de la recherche scientifique s'appuyant sur une série de données couvrant la période 1971-2000. En 2020, Météo-France publie une typologie des climats de la France métropolitaine dans laquelle la commune est exposée à un climat de montagne ou de marges de montagne et est dans la région climatique Nord-est du Massif Central, caractérisée par une pluviométrie annuelle de 800 à 1 200 mm, bien répartie dans l’année.
Pour la période 1971-2000, la température annuelle moyenne est de 10,6 °C, avec une amplitude thermique annuelle de 16,9 °C. Le cumul annuel moyen de précipitations est de 776 mm, avec 8,5 jours de précipitations en janvier et 6,7 jours en juillet. Pour la période 1991-2020, la température moyenne annuelle observée sur la station météorologique de Météo-France la plus proche, « Saint-Étienne », sur la commune de Saint-Étienne à 5 km à vol d'oiseau, est de 11,4 °C et le cumul annuel moyen de précipitations est de 793,9 mm,. Pour l'avenir, les paramètres climatiques de la commune estimés pour 2050 selon différents scénarios d'émission de gaz à effet de serre sont consultables sur un site dédié publié par Météo-France en novembre 2022.
| Mois                                  | jan.           | fév.           | mars           | avril         | mai          | juin          | jui.         | août          | sep.          | oct.          | nov.          | déc.           | année      |
| ------------------------------------- | -------------- | -------------- | -------------- | ------------- | ------------ | ------------- | ------------ | ------------- | ------------- | ------------- | ------------- | -------------- | ---------- |
| Température minimale moyenne (°C)     | 0,2            | −0,1           | 2,5            | 5,8           | 9,1          | 13,1          | 14,7         | 14,2          | 11            | 8,3           | 4,2           | 1,1            | 7          |
| Température moyenne (°C)              | 3              | 3,4            | 7,1            | 10,8          | 14,1         | 18,6          | 20,5         | 19,9          | 16,1          | 12,2          | 7,4           | 4,1            | 11,4       |
| Température maximale moyenne (°C)     | 5,9            | 6,9            | 11,6           | 15,8          | 19,1         | 24            | 26,3         | 25,6          | 21,3          | 16,2          | 10,6          | 7,1            | 15,9       |
| Record de froid (°C) date du record   | −12,9 13.01.03 | −15,6 05.02.12 | −16,5 01.03.05 | −4,5 08.04.21 | 0,1 06.05.10 | 4,4 02.06.06  | 7,4 10.07.07 | 7,4 31.08.06  | 2,1 27.09.10  | −5 26.10.03   | −8,7 28.11.13 | −11,1 26.12.10 | −16,5 2005 |
| Record de chaleur (°C) date du record | 18,2 10.01.15  | 20,9 23.02.20  | 24 30.03.21    | 27,8 22.04.18 | 32 13.05.15  | 36,8 27.06.19 | 39 07.07.15  | 38,6 24.08.23 | 33,5 05.09.23 | 29,9 02.10.23 | 23,1 02.11.20 | 18,3 05.12.06  | 39 2015    |
| Précipitations (mm)                   | 41,8           | 38,7           | 39,7           | 62,7          | 83,7         | 80,6          | 78,7         | 79,4          | 65,1          | 81            | 87,1          | 55,4           | 793,9      |

## Urbanisme

### Typologie
Au 1er janvier 2024, Saint-Jean-Bonnefonds est catégorisée ceinture urbaine, selon la nouvelle grille communale de densité à sept niveaux définie par l'Insee en 2022.
Elle appartient à l'unité urbaine de Saint-Étienne, une agglomération inter-départementale regroupant 32  communes, dont elle est une commune de la banlieue,,. Par ailleurs la commune fait partie de l'aire d'attraction de Saint-Étienne, dont elle est une commune de la couronne,. Cette aire, qui regroupe 105 communes, est catégorisée dans les aires de 200 000 à moins de 700 000 habitants,.

### Occupation des sols
L'occupation des sols de la commune, telle qu'elle ressort de la base de données européenne d’occupation biophysique des sols Corine Land Cover (CLC), est marquée par l'importance des territoires agricoles (63,8 % en 2018), en diminution par rapport à 1990 (73,8 %). La répartition détaillée en 2018 est la suivante : 
prairies (52,9 %), zones urbanisées (21,7 %), zones agricoles hétérogènes (10,9 %), forêts (8,9 %), zones industrielles ou commerciales et réseaux de communication (5,5 %). L'évolution de l’occupation des sols de la commune et de ses infrastructures peut être observée sur les différentes représentations cartographiques du territoire : la carte de Cassini (XVIIIe siècle), la carte d'état-major (1820-1866) et les cartes ou photos aériennes de l'IGN pour la période actuelle (1950 à aujourd'hui).

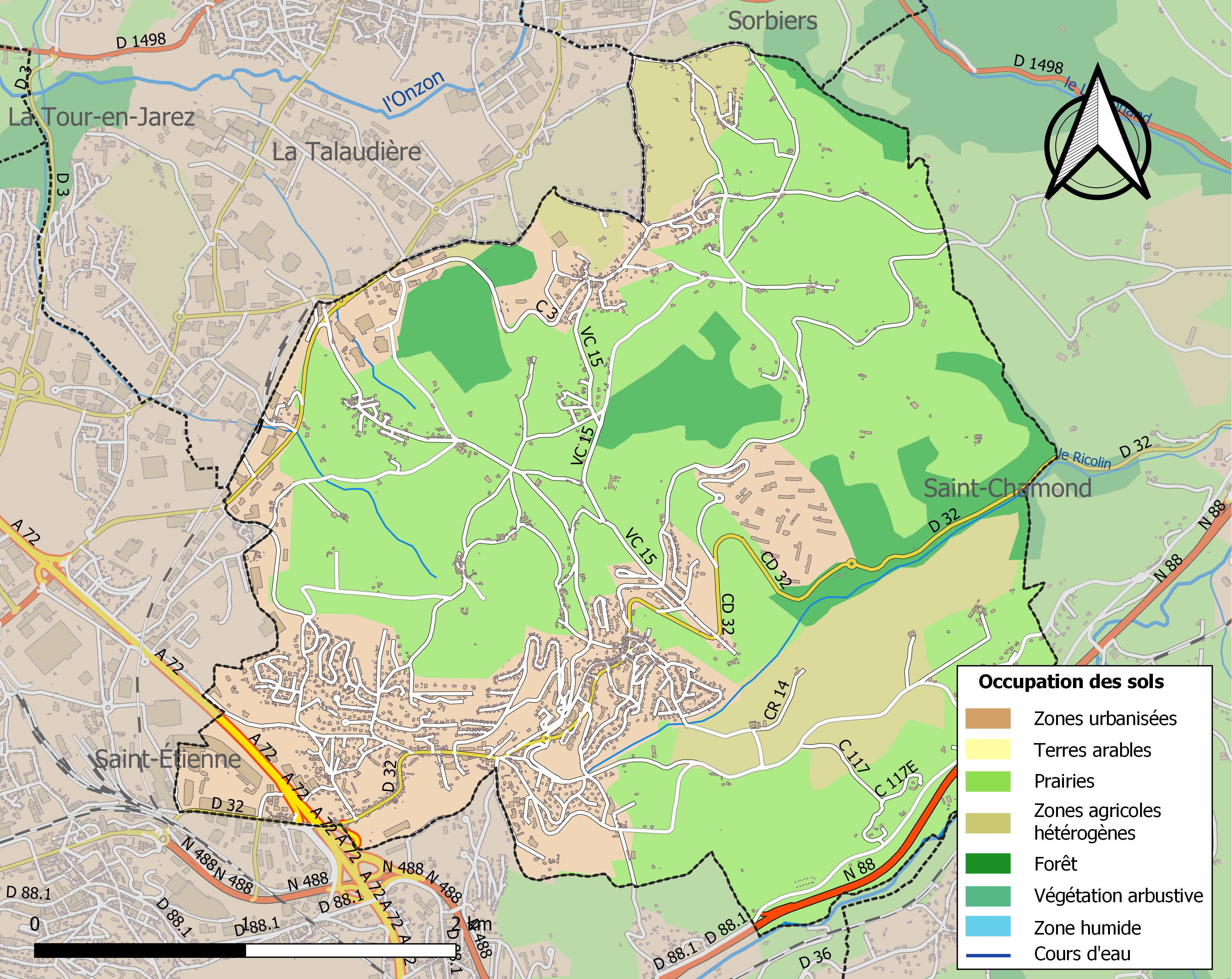
Carte des infrastructures et de l'occupation des sols de la commune en 2018 (CLC).

## Histoire
Le toponyme "Bonnefonds" signifie "bonne source". Le presbytère de l'église présente un fragment de mur romain.
Les fouilles lors de la construction de l’hôpital en 1966 au Colombier ont mis au jour les vestiges d'une occupation gauloise puis gallo-romaine du site (un four circulaire gaulois ou gallo-romain, un four tuilier et un déversoir romain, un bassin et une réserve d’eau),.
La mention dans un acte de donation de 868 de l'église Saint-Jean ("in Garensi ecclesiam in honore Sancti Johannis") correspond vraisemblablement à Saint-Jean-Bonnefonds et donne sa première mention écrite connue au Jarez.
"Sanctus Joannes Bonorum Fontium", est citée en 984 dans les possessions de l'église de Lyon,.
Elle est également mentionnée en 1173 dans la permutation réalisée lors de la séparation des comtés du Lyonnais et du Forez. À la suite de cet acte, Saint-Jean-Bonnefonds fit partie d'une enclave directement dépendante du chapitre de Lyon, aux confins du Jarez et du Forez et finalement rendue au Forez en 1278.
Les anciens travaux de mines causes d'importants décaissements de terrain, et les aménagements modernes liés au développement de l'habitat pavillonnaire, ont profondément transformé le paysage communal.
- Au milieu du XIXe siècle, Saint-Jean, qui s'étire de Rochetaillée à Sorbiers sur plus de 2 800 hectares, pour une population approchant 9 000 habitants, est l'une des communes les plus étendues de France. Mine et passementerie sont les principales activités économiques. La construction de la ligne Lyon-St Étienne et l'ouverture d'une gare, amènent l'essor de la sidérurgie — hauts fourneaux à Terrenoire. Des déplacements de population se produisent alors. Le déséquilibre démographique et la pression des maîtres de forges aboutissent, en 1866, à la création de la commune de Terrenoire. En 1872, Saint-Jean, avec Sorbiers, est une nouvelle fois amputée de son territoire, par la création de la commune de La Talaudière — où se concentre une importante activité minière.
- Au début du XXe siècle, population et activités traditionnelles déclinent, entraînant une diversification du tissu économique.

## Blasonnement
|  | Les armoiries de Saint-Jean-Bonnefonds se blasonnent ainsi : D’azur au puits en pierre d’argent, maçonné de sable sur une terrasse de gueules. |

## Politique et administration

### Liste des maires
| Période                                  | Période   | Identité         | Étiquette | Qualité       |
| ---------------------------------------- | --------- | ---------------- | --------- | ------------- |
| Les données manquantes sont à compléter. |           |                  |           |               |
| mars 1971                                | 1991      | Jean Damien      | DVG       | Métallurgiste |
| 1991                                     | mars 2014 | Jacques Frecenon | DVG       |               |
| mars 2014                                | En cours  | Marc Chavanne    | DVG       |               |

## Démographie
En 2022 , la commune comptait 6 594 habitants. L'évolution du nombre d'habitants est connue à travers les recensements de la population effectués dans la commune depuis 1793. Une réforme du mode de recensement permet à l'Insee de publier annuellement les populations légales des communes à partir de 2006. Pour Saint-Jean-Bonnefonds, commune de moins de 10 000 habitants, les recensements ont lieu tous les cinq ans, les populations légales intermédiaires sont quant à elles estimées par calcul. Les populations légales des années 2004, 2009, 2014 correspondent à des recensements exhaustifs.
| 1793  | 1800  | 1806  | 1821  | 1831  | 1836  | 1841  | 1846  | 1851  |
| ----- | ----- | ----- | ----- | ----- | ----- | ----- | ----- | ----- |
| 2 285 | 2 189 | 2 355 | 2 572 | 4 022 | 4 263 | 4 808 | 4 630 | 6 357 |

| 1856  | 1861  | 1866  | 1872  | 1876  | 1881  | 1886  | 1891  | 1896  |
| ----- | ----- | ----- | ----- | ----- | ----- | ----- | ----- | ----- |
| 8 617 | 8 898 | 4 705 | 4 440 | 4 316 | 3 970 | 4 029 | 4 167 | 4 031 |

| 1901  | 1906  | 1911  | 1921  | 1926  | 1931  | 1936  | 1946  | 1954  |
| ----- | ----- | ----- | ----- | ----- | ----- | ----- | ----- | ----- |
| 4 147 | 3 862 | 3 784 | 4 017 | 4 140 | 4 124 | 3 978 | 3 838 | 4 388 |

| 1962  | 1968  | 1975  | 1982  | 1990  | 1999  | 2004  | 2006  | 2009  |
| ----- | ----- | ----- | ----- | ----- | ----- | ----- | ----- | ----- |
| 4 585 | 4 460 | 4 943 | 6 285 | 6 412 | 6 089 | 6 075 | 5 886 | 6 272 |

| 2014  | 2019  | 2022  | - | - | - | - | - | - |
| ----- | ----- | ----- | - | - | - | - | - | - |
| 6 682 | 6 615 | 6 594 | - | - | - | - | - | - |

## Culture locale et patrimoine

### Lieux et monuments
- Église Notre-Dame-de-l'Annonciation de la Baraillère

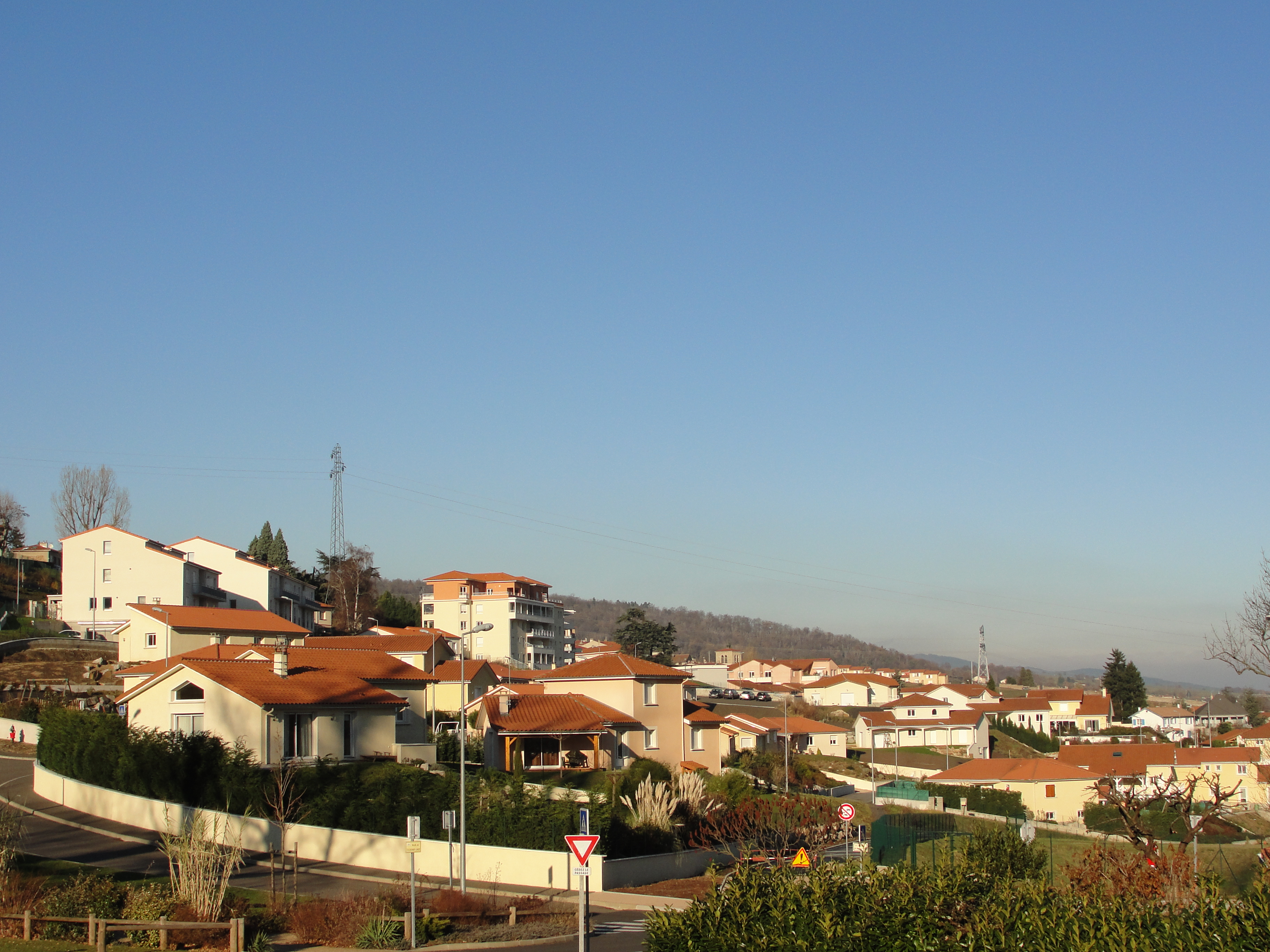
Saint-Jean-Bonnefonds.

#### L'église paroissialeSaint-Jeande Saint-Jean-Bonnefonds
L'église paroissiale comporte un chœur aux voûtes romanes du XIIe siècle, avec aménagement renaissance. À l'intérieur, se trouvent un grand bénitier de pierre et un retable du XVIe siècle. Le dernier agrandissement remonte à 1772.

#### Le château du Bourg
Le château du Bourg (XIVe siècle), à proximité de l'église, est démoli en 1894. Sur le manteau d'une cheminée on pouvait lire cette devise, empruntée au poète latin Horace : " Nulla palescere culpa " (N'avoir à pâlir d'aucune faute).

#### Le château de Nantas
À un kilomètre au nord-est du Bourg s'élevait le château de Nantas, propriété depuis 1662 des Bernou de Rochetaillée. Il est détruit lors d'un incendie en 1894. Des fouilles sur le site de l'hôpital ont permis de retrouver, au lieu-dit "les Murs", les fondations d'une bâtisse féodale antérieure au XVe siècle ainsi que des éléments de construction romains. Des descriptions du XIXe siècle y faisait mention d'un édifice public romain. Aujourd'hui, seule une petite tour de la bâtisse féodale reste visible sur le flanc Ouest du "nouveau" château construit au XIXe siècle.

#### Le village du Fay
À environ trois kilomètres du centre, sur le versant nord de la montagne de Nantas, se trouve le village du Fay. Fay dérive de fayard (= hêtre) ou de faille. Un groupe de maisons, dénommé « le château », y occupe une partie de l'emplacement où s'élevait jadis le château fort et la chapelle du Fay.
Cet ouvrage fut un enjeu de la puissance des comtes du Forez sur la région. Étienne Blanc, un bourgeois lyonnais, le reçoit en fief en 1273, le fortifie malgré l'accord passé entre le comte du Forez et l'archevêque de Lyon, lors du traité de 1173 et délimitant leurs possessions respectives. Domaine royal à partir du XVIe siècle, la bâtisse permet d'entreposer une garnison apte à défendre la frontière avec le Lyonnais, et représente une marche d'accès au Forez.

#### Le Domaine Poyeton
Le domaine Poyeton se situe près du Grand-Cimetière. Cette maison appartenait au XVIe siècle, à Jean Baraillon, seigneur de Nantas, conseiller au Présidial de Lyon.
Ferme ancienne, elle comprend trois corps de bâtiments avec remises et écuries. Le premier date d'environ 1750. Les deuxième et troisième segments sont les plus anciens et constituaient une maison forte.
Au fronton de porte des vestiges de la chapelle, on peut lire une date : 1100. Dans une niche au-dessus de l'autel se trouvait une vierge noire, transportée au XIXe siècle à l'église Saint-Pierre de Saint-Chamond, honorée sous le nom de Notre-Dame de Tout pouvoir.

#### La mine
Le charbon a durablement marqué la vie locale : travail pour les hommes mais importantes conséquences environnementales, en modifiant sous-sol et paysage. Des millions de tonnes ont été extraites par plusieurs générations de mineurs. Les gisements les plus productifs au XXe siècle se trouvaient à la Chazotte (le puits Lacroix). À partir des années 1960, la production s'arrêta progressivement, la dernière tonne fut sortie du fond en 1968. Les friches sont réaménagées peu après, en zones artisanales.
Seul le terril du Fay rappelle aujourd'hui, sous un manteau de verdure, le passé industriel.

#### Maison du Passementier
Une centaine de familles travaillent dans la rubanerie, secteur en pleine expansion, début XXe siècle, comme l'attestent les hautes fenêtres de certaines habitations. Les ouvriers vont chercher le travail à Saint-Étienne chez le fabricant, reviennent tisser le ruban à domicile. Une pratique qui a permis le développement d'une culture spécifique. La Maison du Passementier expose la vie et le travail de ces artisans dans les années 1910-1930, ainsi que les évolutions de ce métier.

#### Métrotech
En 2004, l'hôpital de Saint-Jean ferme, les patients soignés pour troubles psychiatriques sont rapatriés à l'hôpital nord de Saint-Priest-en-Jarez. Le CHS avait ouvert dans les années 1970, avant d'être absorbé par le CHU de Saint-Étienne.
Les lieux accueillent dorénavant un parc technologique de 30 ha dédié prioritairement au secteur biomédical, à la mécanique avancée, optique-vision et tertiaire supérieur. Le projet a été conçu par Architecture-studio.

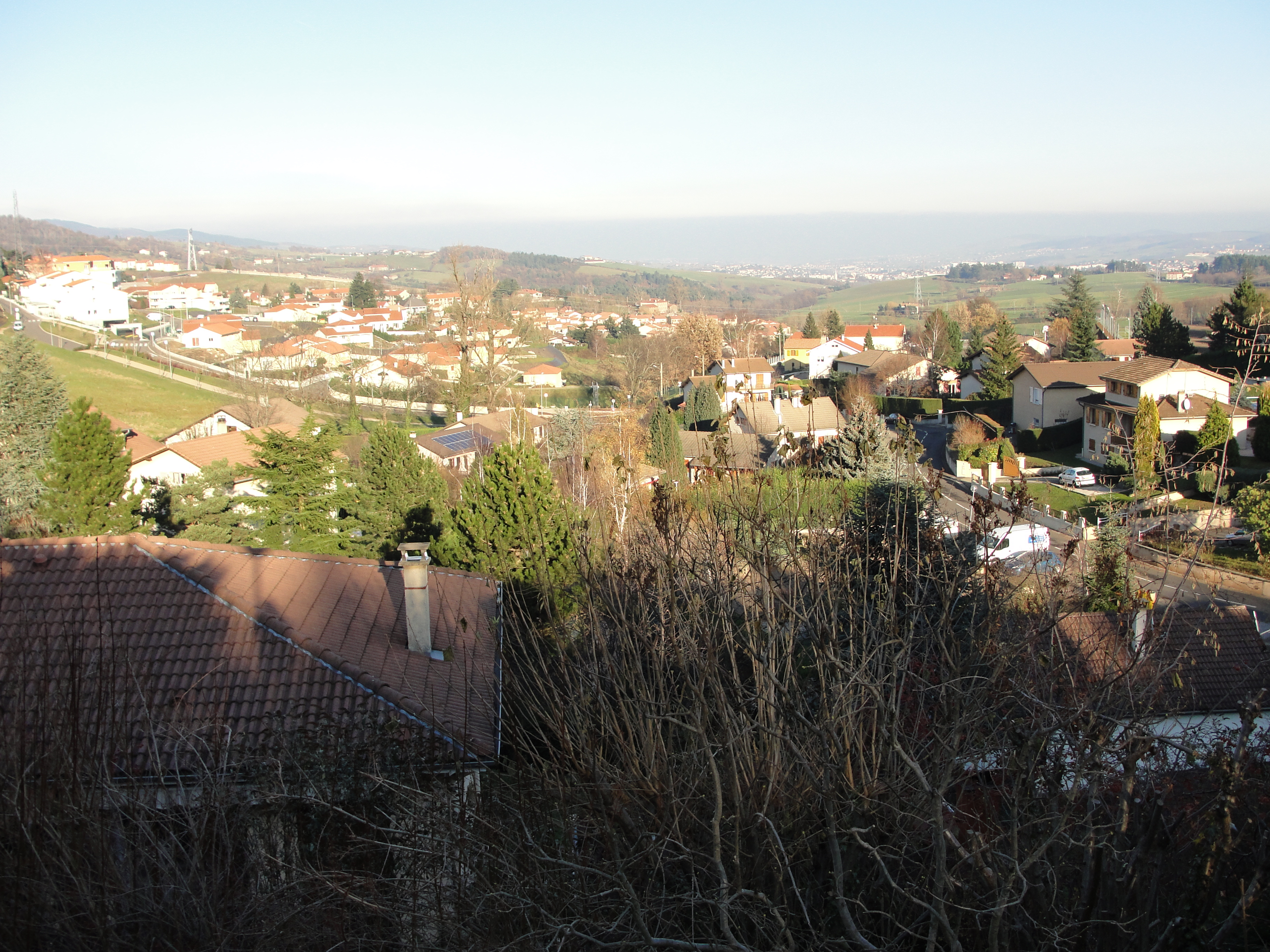
Saint-Jean-Bonnefonds.

### Jumelages
La commune de Saint-Jean-Bonnefonds est officiellement jumelée avec la Commune Unifiée de Teuchern depuis 1996.

### Espaces verts et fleurissement
En 2017, la commune de Saint-Jean-Bonnefonds bénéficie du label « ville fleurie » avec « 2 fleurs » attribué par le Conseil national des villes et villages fleuris de France au concours des villes et villages fleuris.

### Personnalités liées à la commune
- Alexis Ajinça (1988-), basketteur français a joué avec les équipes jeunes de Saint-Jean-Bonnefonds avant d'être repéré par le CASE Saint-Étienne.
- Les footballeurs Cedric Varrault, Mevlut Erding ainsi que Neal Maupay ont vécu dans la commune[réf. nécessaire].